# Groveton (Virginia)
Groveton ist ein Census-designated place im Fairfax County im US-Bundesstaat Virginia. Die Volkszählung von 2020 erfasste 15.725 Einwohner. Der CDP wurde im Jahr 2002 im GNIS veröffentlicht.

## Lage
Der Ort liegt bei den Koordinaten 38° 45' 37.82" Nord und 77° 5' 53.15" West auf einer Höhe von 15 Metern über dem Meeresspiegel. Die etwa 11,5 km² große Fläche des Gebietes setzt sich zusammen aus 11,3 km² Land- und 0,2 km² Wasserfläche. Östlich verläuft der Potomac River, nördlich liegt Washington, D.C. Durch Groveton führt die US-1.